# Região de Planejamento dos Carajás
A Região de Planejamento dos Carajás é uma das 32 Regiões Administrativas do estado do Maranhão, Brasil, e está localizada no oeste do estado.
Açailândia é o maior e mais importante município, assim como a cidade-sede.

## Formação
A Região de Planejamento é formada por oito municípios, sendo eles:
- Açailândia
- Bom Jesus das Selvas
- Buriticupu
- Cidelândia
- Itinga do Maranhão
- São Francisco do Brejão
- São Pedro da Água Branca
- Vila Nova dos Martírios

## Hidrografia
Os principais rios que cortam a região são: Tocantins, Pindaré, Gurupi, Buriticupu e Itinga.

## Infraestrutura Rodoferroviária
A Região é cortada pela Ferrovia Norte-Sul e Estrada de Ferro Carajás. Duas importantes rodovias federais cortam a região: BR 222 e BR 010. A MA 125 é a única rodovia estadual da Região. Não menos importante, essa rodovia faz a ligação entre metade das cidades da Região, são elas: São Francisco do Brejão, Cidelândia, Vila Nova dos Martírios e São Pedro da Água Branca.

## Indústria
No setor industrial Açailândia se destaca principalmente no setor siderúrgico, com algumas siderúrgicas e uma aciaria instaladas no município, no distrito de Pequiá. A agroindústria é o segundo principal setor econômico da região sendo o município, inclusive, detentor do maior rebanho bovino do Estado do Maranhão.